# Ден
Денят е единица за измерване на време, равна на периода от време, за който дадена част от земното кълбо е огрята от слънцето. Нарича се светъл период, дефиниран като период от време в който Слънцето е над хоризонта, от момента на изгрева до залеза му. Точният момент на изгрева и залеза, както и големината на интервала между тях зависи както от географското положение (географска дължина и географска ширина), така и от сезоните. Условно денят се разделя на сутрин, предиобед, обед, следобед, привечер и вечер. Древен обичай е началото на новия ден да се поставя с изгрева на слънцето над хоризонта. Денят се различава от денонощието, което е приблизително равно на едно завъртане на Земята около оста ѝ. Когато думата се използва като множествено число (дни) означава цялото денонощие, включващо тъмния и светъл период. Седем дни образуват седмица, а 30 или 31 дни – месец. Само месец февруари има 28 или 29 (при високосна година) дни. Дните на седмицата са понеделник, вторник, сряда, четвъртък, петък, събота и неделя. В България седмицата започва в понеделник, но в други страни по света като САЩ седмицата започва в неделя.
В смисъла на денонощие, състоящо се от 24 часа (или 86 400 секунди), думата ден се използва за няколко различни периода от време, въз основа на въртенето на Земята около оста ѝ.

## Денонощие
Денонощие е измерителна единица за време, приблизително равна на периода на въртене на Земята около своята ос. То е с продължителност 24 часа (1440 минути, 86 400 секунди) и се състои от ден и нощ.
Различават се слънчево денонощие (24 часа) и звездно денонощие (23 часа 56 минути 4 секунди). Разликите между тях са поради въртенето на Земята около Слънцето за наблюдател, намиращ се на Земята, Слънцето се премества на фона на неподвижните звезди.

### Ден
Денят в смисъл на контрапункт на нощта обикновено се определя като периодът от време, през който слънчевата светлина достига директно до земята и е видима за човека. Продължителността на деня е приблизително малко повече от 12 часа. Този ефект се дължи на два фактора:
- Слънцето не е точка, но има видим размер от 32 дъгови минути;
- Атмосферата пречупва слънчевата светлина по такъв начин, че част от нея достига на земята дори когато Слънцето е под хоризонта с около 34 дъгови минути. По този начин първите слънчеви лъчи огряват земята, когато централната точка на Слънцето е все още под хоризонта с около 50 дъгови минути. Разликата във времето зависи от ъгъла, под който слънцето изгрява и залязва (на свой ред зависим от географската ширина), но възлиза на минимум седем минути.
- Делничен ден е този, в който хората обичайно работят. Обратно, неделнични дни са отредените за почивка: събота и неделя.

## Продължителност
Поради наклона на оста на Земята спрямо еклиптиката, денят променя своята продължителност в зависимост от разположението (географската ширина) на наблюдателя и времето (сезона) от годината. Най-дълъг е на 22 юни (за северното полукълбо), денят на лятното слънцестоене, а най-къс е на 22 декември, денят на зимното слънцестоене.
В района на полярните кръгове съществува понятие, наречено полярен ден – това е времето за което слънцето е над хоризонта за повече от едно денонощие. Най-краткият полярен ден е около 2 денонощия и се наблюдава на географски ширини от 66°33′, но с отчитане на радиуса на слънчевия диск (15 – 16′) и атмосферното пречупване (на нивото на морското равнище около 35′), е около 65°43′. Най-дългият полярен ден е на самите полюси – северен и южен полюс и продължава повече от 6 месеца. На северния полюс примерно е от 18 март по 26 септември, а на южния – от 21 септември до 23 март. По времето на полярния ден слънцето не залязва, а прави пълен кръг над линията на хоризонта.
С времето земното денонощие се увеличава. Това явление се дължи на лунните либрации, които забавят земното въртене. Така например средната дължина на един ден сега е около 86 400,002 секунди, и се увеличава с около 1.7 милисекунди на всеки изминал век (средна стойност за последните 2700 години). Вижте приливно ускорение за повече подробности.
Продължителността на едно денонощие е било около 21.9 часа преди 620 милиона години, както е видимо от т.нар. ритмити (редуващи се пластове в пясъчник и други скали), а когато Земята е новосформирана – преди 4,5 милиарда години, тогава вероятно е било около шест часа, според определени с компютърни симулации стойности.

## Таблици с интересни данни
| Дати и време на слънцестоене и равноденствие по UTC-0 | Дати и време на слънцестоене и равноденствие по UTC-0 | Дати и време на слънцестоене и равноденствие по UTC-0 | Дати и време на слънцестоене и равноденствие по UTC-0 | Дати и време на слънцестоене и равноденствие по UTC-0 | Дати и време на слънцестоене и равноденствие по UTC-0 | Дати и време на слънцестоене и равноденствие по UTC-0 | Дати и време на слънцестоене и равноденствие по UTC-0 | Дати и време на слънцестоене и равноденствие по UTC-0 |
| година                                                | Равноденствие Март                                    | Равноденствие Март                                    | Слънцестоене Юни                                      | Слънцестоене Юни                                      | Равноденствие Септември                               | Равноденствие Септември                               | Слънцестоене Декември                                 | Слънцестоене Декември                                 |
| година                                                | ден                                                   | време                                                 | ден                                                   | време                                                 | ден                                                   | време                                                 | ден                                                   | време                                                 |
| ----------------------------------------------------- | ----------------------------------------------------- | ----------------------------------------------------- | ----------------------------------------------------- | ----------------------------------------------------- | ----------------------------------------------------- | ----------------------------------------------------- | ----------------------------------------------------- | ----------------------------------------------------- |
| 2002                                                  | 20                                                    | 19:16                                                 | 21                                                    | 13:24                                                 | 23                                                    | 04:55                                                 | 22                                                    | 01:14                                                 |
| 2003                                                  | 21                                                    | 01:00                                                 | 21                                                    | 19:10                                                 | 23                                                    | 10:47                                                 | 22                                                    | 07:04                                                 |
| 2004                                                  | 20                                                    | 06:49                                                 | 21                                                    | 00:57                                                 | 22                                                    | 16:30                                                 | 21                                                    | 12:42                                                 |
| 2005                                                  | 20                                                    | 12:33                                                 | 21                                                    | 06:46                                                 | 22                                                    | 22:23                                                 | 21                                                    | 18:35                                                 |
| 2006                                                  | 20                                                    | 18:26                                                 | 21                                                    | 12:26                                                 | 23                                                    | 04:03                                                 | 22                                                    | 00:22                                                 |
| 2007                                                  | 21                                                    | 00:07                                                 | 21                                                    | 18:06                                                 | 23                                                    | 09:51                                                 | 22                                                    | 06:08                                                 |
| 2008                                                  | 20                                                    | 05:48                                                 | 20                                                    | 23:59                                                 | 22                                                    | 15:44                                                 | 21                                                    | 12:04                                                 |
| 2009                                                  | 20                                                    | 11:44                                                 | 21                                                    | 05:45                                                 | 22                                                    | 21:18                                                 | 21                                                    | 17:47                                                 |
| 2010                                                  | 20                                                    | 17:32                                                 | 21                                                    | 11:28                                                 | 23                                                    | 03:09                                                 | 21                                                    | 23:38                                                 |
| 2011                                                  | 20                                                    | 23:21                                                 | 21                                                    | 17:16                                                 | 23                                                    | 09:04                                                 | 22                                                    | 05:30                                                 |
| 2012                                                  | 20                                                    | 05:14                                                 | 20                                                    | 23:09                                                 | 22                                                    | 14:49                                                 | 21                                                    | 11:12                                                 |
| 2013                                                  | 20                                                    | 11:02                                                 | 21                                                    | 05:04                                                 | 22                                                    | 20:44                                                 | 21                                                    | 17:11                                                 |
| 2014                                                  | 20                                                    | 16:57                                                 | 21                                                    | 10:51                                                 | 23                                                    | 02:29                                                 | 21                                                    | 23:03                                                 |
| 2015                                                  | 20                                                    | 22:45                                                 | 21                                                    | 16:38                                                 | 23                                                    | 08:20                                                 | 22                                                    | 04:48                                                 |
| 2016                                                  | 20                                                    | 04:30                                                 | 20                                                    | 22:34                                                 | 22                                                    | 14:21                                                 | 21                                                    | 10:44                                                 |
| 2017                                                  | 20                                                    | 10:28                                                 | 21                                                    | 04:24                                                 | 22                                                    | 20:02                                                 | 21                                                    | 16:28                                                 |

| Планета  | Денонощие, [земни дни]                         |
| -------- | ---------------------------------------------- |
| Меркурий | 58,6462 дни (58 дни 15 часа 30 мин. 31,7 сек.) |
| Венера   | -243,0185 дни (243 дена 26 мин. 38,4 сек.)     |
| Марс     | 1,025957 дни (1 ден 37 мин. 22,7 сек.)         |
| Юпитер   | 0,41 дни (9 часа 55 мин. 29,7 сек.)            |
| Сатурн   | 0,444 дни (10 часа 39 мин. 22,4 сек.)          |
| Уран     | 0,72 дни (17 часа 14 мин. 24 сек.)             |
| Нептун   | 0,671 дни (16 часа 6 мин. 36 сек.)             |

### Денят в Библията
Славянският, както и повечето европейскоезични преводи на Библията, предават староеврейската дума יום (йом) с думата „ден“. Всъщност староеврейското יום има смисъл, различен от този на יממה, което означава денонощие. יום е по-скоро тъждествен със старогръцкото Aion – (Еон) и означава по-скоро цикъл, предел на цикъла и не трябва да се разбира буквално като денонощие от 24 часа. В новозаветното разбиране често се привеждат думите на Иисус Христос: „Моят Отец досега работи, и Аз работя... Синът нищо не може да твори сам от себе си, ако не види Отца; защото, което твори той, това твори също и Синът“ (Йоан 5, 17 – 19), за да се подчертае, че творческият акт не е извършен в някакво минало време или минал момент, а продължава и сега. При все това, особено в някои протестантски среди е силно застъпено буквалното (според превода) тълкуване на библейския текст, което стои в основата на движението креационизъм.